# 基塔拉克薩山
8°45′18″S 77°44′53″W / 8.75500°S 77.74806°W
基塔拉克薩山（Kita Raqsa），是秘魯的山峰，位於該國北部安卡什大區，由瓦伊拉斯省的尤拉克馬爾卡區負責管轄，屬於布蘭卡山脈的一部分，海拔高度4,200米。